# Amin Kavianinejad
Amin Yavar Kavianinejad (in persiano امین کاویانی‌نژاد‎; Andimeshk, 22 novembre 1998) è un lottatore iraniano, specializzato nella lotta greco-romana.

## Biografia
Ai campionati asiatici di Nuova Delhi 2020 ha vinto la medaglia d'oro nel torneo dei 72 chilogrammi, battendo in finale con il kazako Ibragim Magomadov.
Ai Giochi asiatici di Hangzhou 2022 ha guadagnato l'argento nei 77 kg, perdendo al finale con il kirghiso Akzhol Makhmudov.
Ha rappresentato l'Iran ai Giochi olimpici estivi di Parigi 2024, dove è stato eliminato ai quarti del torneo dei 77 kg dall'armeno Malkhas Amoyan, dopo aver sconfitto il cubano Yosvanys Peña agli ottavi.

## Palmarès
- Giochi asiatici

Hangzhou 2022: argento nei 77 kg.
- Campionati asiatici

Nuova Delhi 2020: oro nei 72 kg.
Almaty 2021: bronzo nei 72 kg.
Astana 2023: argento nei 77 kg.
- Mondiali U23

Bydgoszcz 2017: bronzo nei 66 kg.
- Campionati asiatici U23

Ulan Bator 2019: oro nei 72 kg.
- Giochi della solidarietà islamica

Konya 2021: bronzo nei 77 kg.
- Mondiali junior

Tampere 2017: oro nei 66 kg.
Trnava 2018: oro nei 72 kg.
- Campionati asiatici junior

Taichung 2017: oro nei 66 kg.
Nuova Delhi 2018: oro nei 72 kg.
- Mondiali cadetti

Sarajevo 2015: oro nei 58 kg.
- Campionati asiatici cadetti

Nuova Delhi 2015: argento nei 58 kg.